# Leskovec (ort i Tjeckien)
Leskovec är en ort i Tjeckien.   Den ligger i regionen Zlín, i den östra delen av landet, 270 km öster om huvudstaden Prag. Leskovec ligger 376 meter över havet och antalet invånare är 666.
Terrängen runt Leskovec är huvudsakligen lite kuperad. Leskovec ligger nere i en dal. Runt Leskovec är det ganska tätbefolkat, med 78 invånare per kvadratkilometer. Närmaste större samhälle är Vsetín, 6,1 km norr om Leskovec. I omgivningarna runt Leskovec växer i huvudsak blandskog.